# Sonohra
Sonohra (mot signifiant « sonore ») est un groupe italien de Vérone composé des frères Diego Fainello (né le 27 novembre 1986) et de Luca Fainello (né le 27 février 1982).

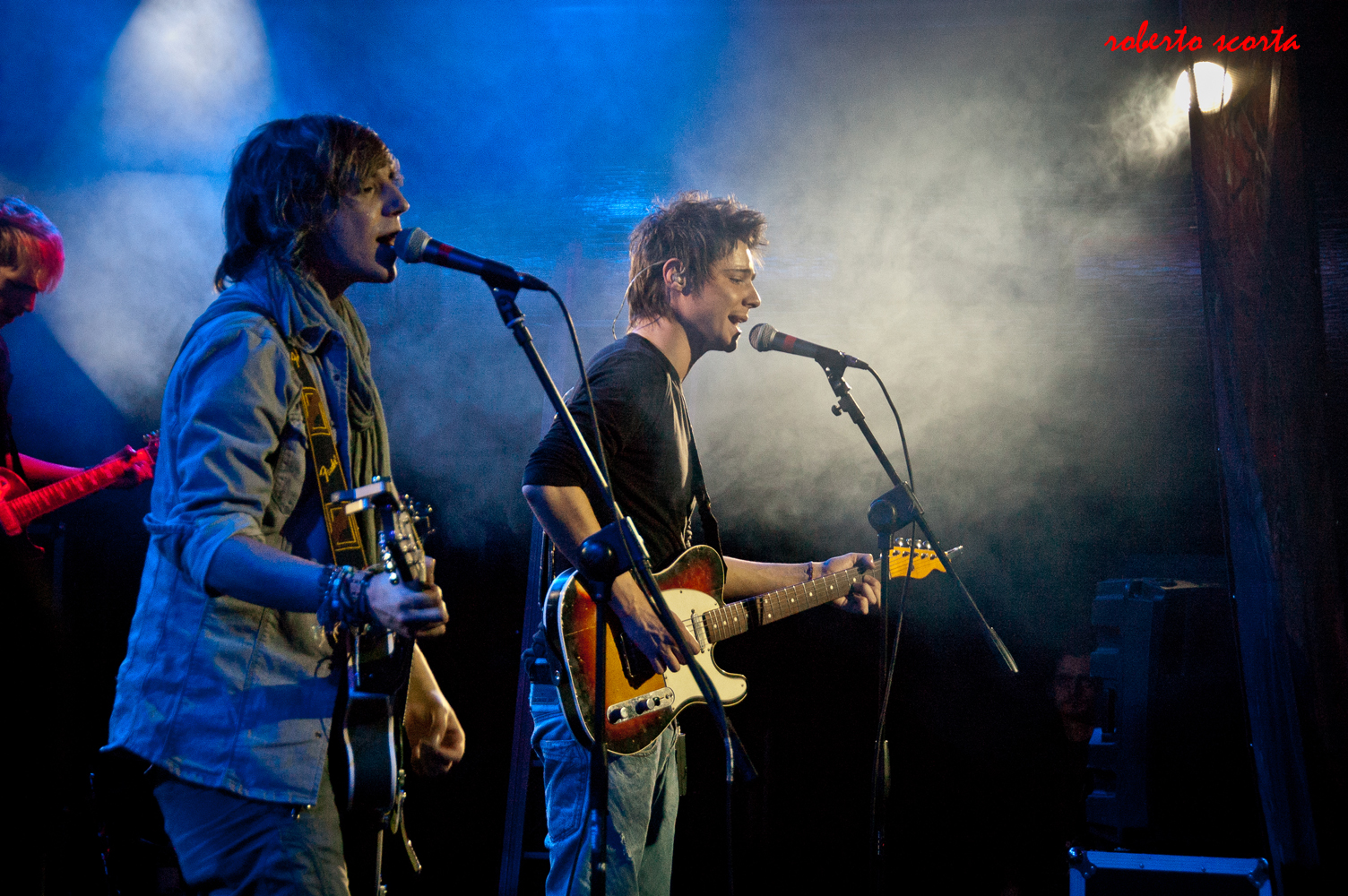
Sonohra en concert au Xroads Live Club (2010)

Ils viennent d'une famille où ils ont toujours été en contact avec l'art, avec une mère chanteuse et un père photographe. Ils ont été bercés par les musiques des années 1960–1970, par le blues des années 1950 et certaines musiques des années 1980.
Malgré leur jeune âge, tous deux ont développé un haut sens de la composition associant dans leur musique le langage rock avec celui de la musique british.
Ils ont remporté un prix en 2008 au 58e festival de Sanremo, ainsi qu'un prix aux TRL Award.